# Kajaani vasútállomás
Kajaani vasútállomás Finnországban, Kajaani településen található.

## Vasútvonalak
Az állomást az alábbi vasútvonalak érintik:
- Iisalmi–Kontiomäki-vasútvonal

## Kapcsolódó állomások
A vasútállomáshoz az alábbi állomások vannak a legközelebb:
- Murtomäki railway station (dél)
- Kontiomäki railway station (északkelet)